# Антиб (мыс)
Мыс Антиб (фр. Cap d'Antibes) — мыс во Франции на берегу Лигурийского моря, расположен в коммуне Антиб, департамент Приморские Альпы.
Мыс Антиб простирается в море на 4 километра. Считается эксклюзивной зоной отдыха. Он застроен шикарными, недоступными для постороннего глаза виллами. Среди их владельцев греческий миллиардер Аристотель Онассис, Березовский, Абрамович, Швидлер.
На мысе Антиб расположен фешенебельный отель «Du Cap Eden-Roc». Построенный в 1870 году дворец пустовал почти полвека, пока его не приобрёл американский миллионер Гордон Беннет. Он и превратил пустующее здание в отель, который пользуется неизменной популярностью, несмотря на то, что не располагает собственным удобным пляжем.
На мысе расположен маяк Гаруп. Рядом с ним часовня Нотр-Дам-де-Гаруп. В ней хранятся церковные реликвии, вывезенные из России в ходе Крымской войны. Это икона «Богоматерь с младенцем» XVI века, деревянный крест и вышитая плащаница семьи Воронцовых. Всё это передано в часовню капитаном одного из кораблей Бартоломео Обером — он спас реликвии от пожара в одной из церквей Севастополя.
На мысе расположен сад Тюре. Он был заложен ботаником Гюставом Тюре, который в 1857 году купил здесь четыре гектара земли и начал свои опыты по акклиматизации тропических растений. Благодаря этому на Лазурном Берегу появились австралийские эвкалипты и многие виды пальм.